# Chorągiew husarska koronna Stefana Potockiego
Chorągiew husarska koronna Stefana Potockiego – chorągiew husarska koronna połowy XVII wieku, okresu wojen ze Szwedami.
Szefem  tej chorągwi był Stefan Potocki herbu Pilawa, starosta feliński i kamieniecki, od 1628 roku wojewoda bracławski.
Jej stan liczebny pod koniec listopada 1627 roku wynosił 150 koni.